# Francesco Borromini

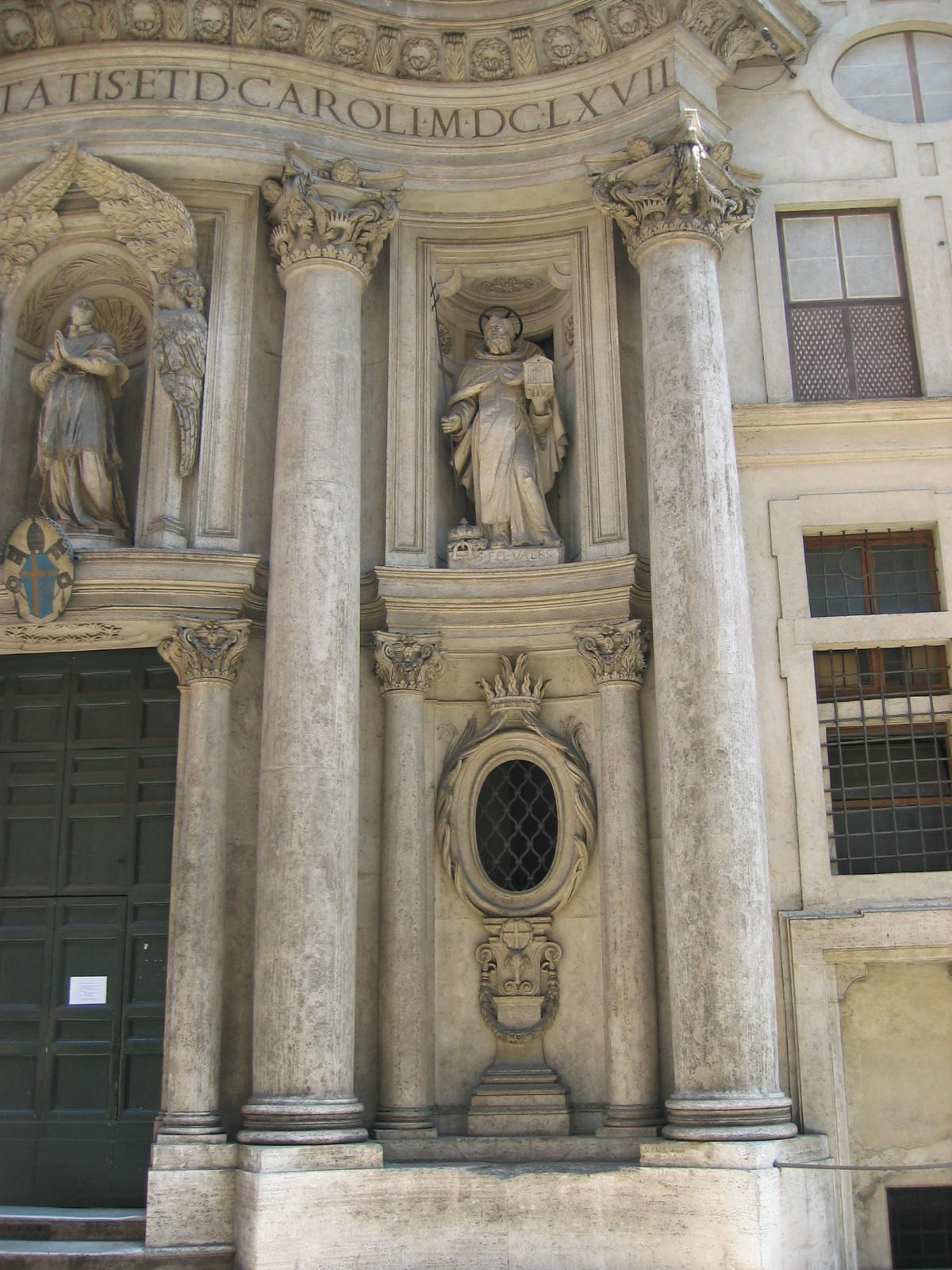
San Carlo alle Quattro Fontane (detalj av fasaden).

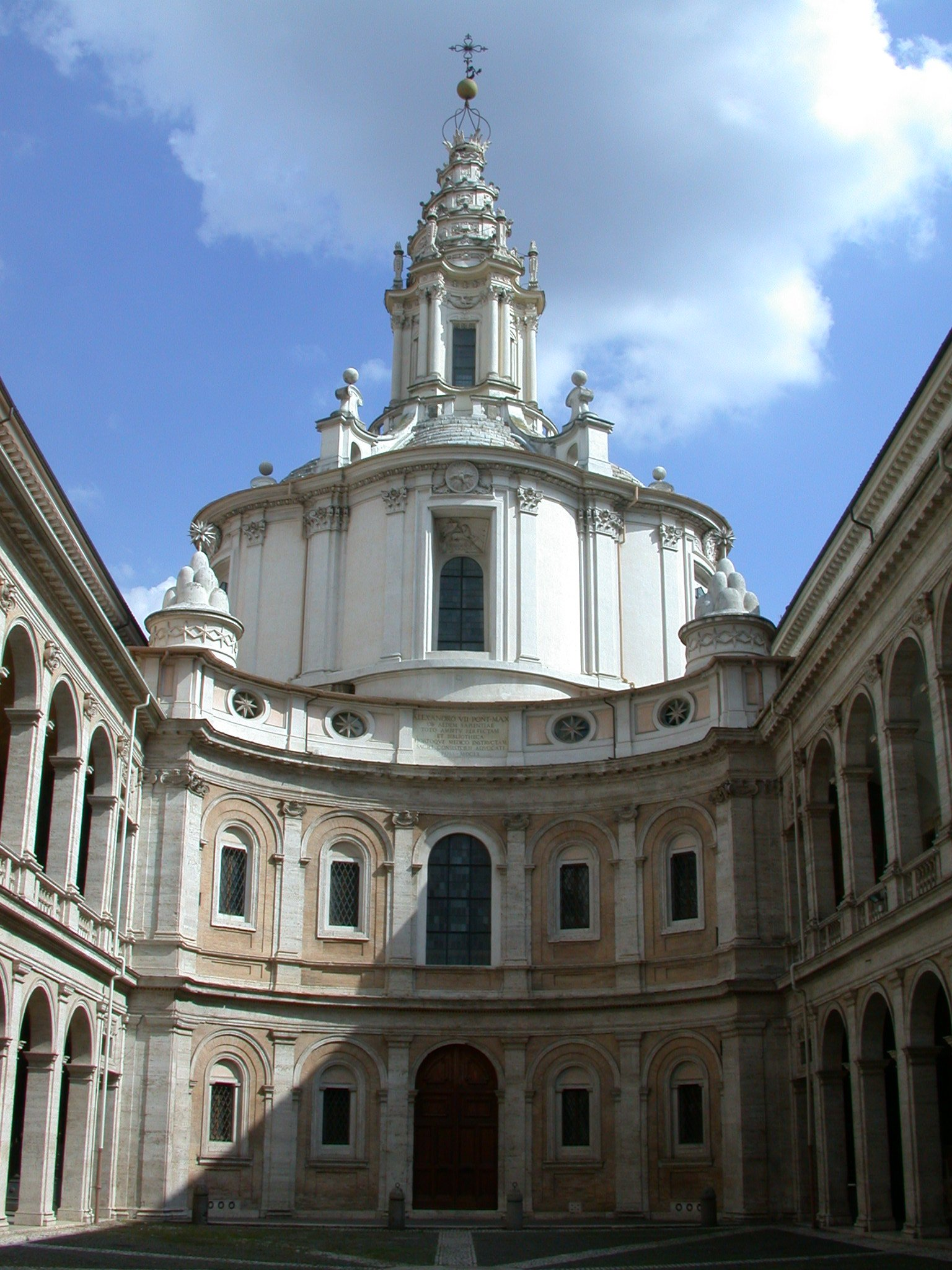
Sant'Ivo alla Sapienza.

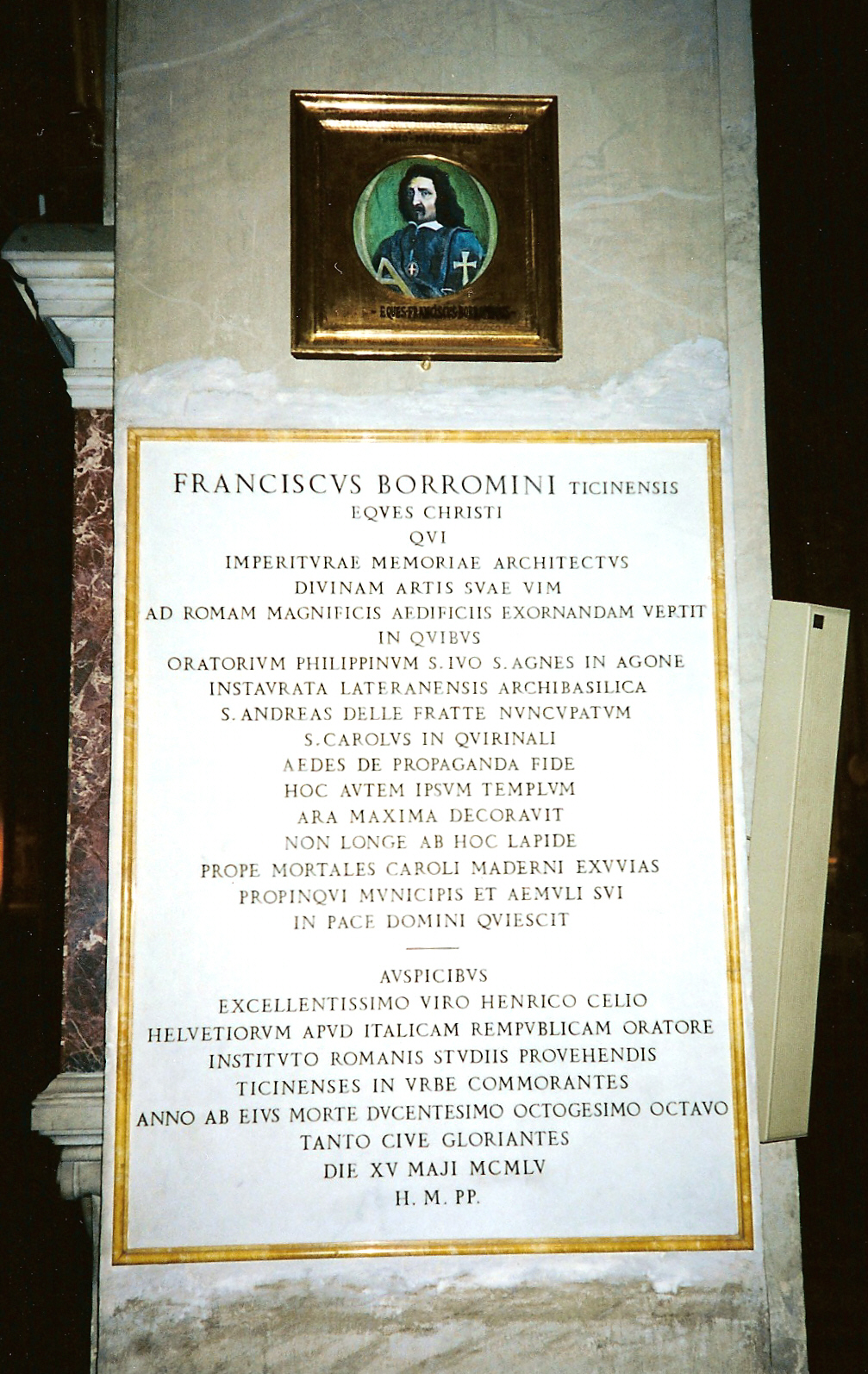
Minnestavla över Francesco Borromini i kyrkan San Giovanni dei Fiorentini, Rom.

Francesco Borromini, född 25 september 1599 i Bissone, död 3 augusti 1667 i Rom, var en italiensk arkitekt, skulptör och murarmästare. Borromini har bland annat ritat kyrkorna San Carlo alle Quattro Fontane och Sant'Ivo alla Sapienza i Rom.

## Liv och verk
Borromini var jämte Giovanni Lorenzo Bernini och Pietro da Cortona den romerska högbarockens huvudaktör. Han var son till murarmästaren Giovanni Domenico Castelli och arbetade för en tid i Milano som murarmästare. 1619 anlände han till Rom och ändrade då sitt namn från Castelli till Borromini. Till en början var han dekoratör vid utsmyckningen av Peterskyrkans interiör, men snart fick han mera avancerade uppgifter vid uppförandet av Palazzo Barberini, under ledning av först Carlo Maderno och sedan Bernini. I detta palats, som är beläget på Quirinalen, har Borromini utfört bland annat en serie fönsteromramningar och en spiraltrappa.
Borromini hade en särskild preferens för kurvlinjiga fasader, vilket han visar prov på i sitt första byggnadsverk som självständig arkitekt, den lilla kyrkan San Carlo alle Quattro Fontane (1634–1682). Borromini ställdes inför uppgiften att uppföra kyrkan, kallad ”San Carlino” på grund av sin intima skala, på en mycket avgränsad och asymmetrisk hörntomt. Planlösningen är följaktligen komplicerad och därtill epokgörande i arkitekturhistorien. Andra exempel på byggnader, där Borromini laborerar med kurvlinjiga fasader, är Oratorio dei Filippini (1637–1650) och den imposanta kyrkan vid Piazza Navona, Sant'Agnese in Agone; Borromini var chefsarkitekt för Sant'Agnese från augusti 1653 till januari 1657.
År 1642 fick Borromini i uppdrag att rita ett nytt kapell för Roms universitet. Kapellet Sant'Ivo alla Sapienza (fullbordat 1660) har ett spiralformat tornkrön och geometriskt komplex grundplan. Inför det heliga året 1650 fick han i uppgift att omgestalta interiören till Roms biskopskyrka, San Giovanni in Laterano. Kyrkan Santa Maria dei Sette Dolori (1643–1646) i Trastevere har en bastant konkav, dock ofullbordad, fasad som visar prov på kontrasterande konvexa och konkava former. Som exempel på profanarkitektur kan nämnas Palazzo Falconieri vid Via Giulia med den högt placerade loggian och Palazzo di Propaganda Fide (1662) med fasadens konkava mittparti och nyskapande pediment över fönstren.

## Borrominis influenser och samtidens reaktioner
Borromini kom med sin innovativa arkitektur att nydana byggnadskonsten. Medan Bernini främst laborerade med monumentalarkitektur och storslagna vyer, som till exempel Petersplatsen (fullbordad 1667), ägnade sig Borromini åt att uppföra byggnadsverk med komplicerad grundplan på strängt avgränsade och i flera fall oregelbundna utrymmen. Dessa förutsättningar ledde till ett experimenterande med det arkitektoniska formspråket. Såväl i exteriören som i interiören betonade Borromini kurvlinjigheten. Inspiration till detta spänningsförhållande mellan konvexa och konkava ytor fann han i den romerska arkitekturen, bland annat i Hadrianus villa, uppförd 118–138 e.Kr. i närheten av Tivoli och i Venustemplet i Baalbek. Borromini blandade klassiska komponenter på ett fritt sätt och sammansmälte till synes disparata element till en helhet. Arkitektkolleger och kritiker hävdade, att Borromini med sin modifiering av de av den romerske arkitekten Vitruvius på 20-talet f.Kr. fastställda reglerna för arkitekturens utformning och proportioner hade avvikit från den antika traditionen och förvrängt densamma. De fränaste kommentarerna kom från de arkitekter som förespråkade en mera klassicerande och återhållsam barockarkitektur. Konstkritikern Giovanni Pietro Bellori, språkrör för klassicisterna, ansåg att Borromini var en arkitekturens fördärvare. Kyrkan San Carlo alle Quattro Fontane med sin svängda fasad beskrevs som en vanställd byggnad, och det krönande spiraltornet på lanterninen till Sant'Ivo alla Sapienza betraktades som en hybrid. Även stora delar av den allmänna konstopinionen i Rom reagerade med motvilja på Borrominis nydanande arkitektur. Under sin livstid erhöll Borromini således ringa uppskattning. Inte förrän i slutet av 1800-talet började konsthistoriker att mera ingående analysera det borrominiska formspråket. De senaste hundra årens forskning har visat, att Borromini visserligen i vissa avseenden kom att avvika från den antika traditionen och Vitruvius normativa arkitekturteorier, men att han alltid hade ett välavvägt syfte med detta. Arkitekturhistoriker som Eberhard Hempel och Paolo Portoghesi har analyserat Borrominis byggnadskonst utifrån dess egna förutsättningar och utan någon förutfattad inställning till densamma.

## Borrominis sista år och död
Med åren blev Borromini alltmer bitter och deprimerad över det kyliga välkomnande som hans arkitektur fick. De viktigaste arkitektoniska uppdragen i påven Alexander VII:s Rom gick förbi honom, och han hade inte sällan hätska meningsutbyten med sina medhjälpare. Sina sista år ägnade sig Borromini åt mera blygsamma uppdrag som uppförande av gravkapell och restaurering av byggnader. I en attack av förtvivlan sensommaren 1667 förstörde han de flesta av sina ritningar och begick självmord.
Borromini har fått sitt sista vilorum i kyrkan San Giovanni dei Fiorentini vid Via Giulia. Minnestavlans inskription lyder:

FRANCISCVS BORROMINI TICINENSIS

EQVES CHRISTI

QVI

IMPERITVRAE MEMORIAE ARCHITECTVS

DIVINAM ARTIS SVAE VIM

AD ROMAM MAGNIFICIS AEDIFICIIS EXORNANDAM VERTIT

IN QVIBUS

ORATORIVM PHILIPPINVM S. IVO S. AGNES IN AGONE

INSTAVRATA LATERANENSIS ARCHIBASILICA

S. ANDREAS DELLE FRATTE NVNCVPATVM

S. CAROLVS IN QVIRINALI

AEDES DE PROPADANDA FIDE

HOC AVTEM IPSVM TEMPLVM

ARA MAXIMA DECORAVIT

NON LONGE AB HOC LAPIDE

PROPE MORTALES CAROLI MADERNI EXVVIAS

PROPINQVI MVNICIPIS ET AEMVLI SVI

IN PACE DOMINI QVIESCIT

## Byggnadsverk i Rom i urval
- Palazzo Barberini – 1629–1633 (fönsteromramningar, spiraltrappa)
- San Carlo alle Quattro Fontane – 1634–1682
- Santa Lucia in Selci – 1637 (restaurering)
- Oratorio dei Filippini – 1637–1650
- Sant'Ivo alla Sapienza – 1642–1660
- Santa Maria dei Sette Dolori – 1643–1646
- Palazzo Falconieri, Via Giulia – 1646 (bland annat loggia och paradtrappa)
- San Giovanni in Laterano – 1646–1649 (omgestaltning av interiören)
- Palazzo di Propaganda Fide med kapellet Re Magi – 1646–1667
- Trompe l'œil-kolonnad, Palazzo Spada – 1652–1653
- Sant'Agnese in Agone – 1653–1657
- Sant'Andrea delle Fratte – 1653–1667
- San Giovanni in Oleo – 1658 (restaurering)
- Cappella Spada, San Girolamo della Carità – 1660 (osäker attribuering)
- Cappella Falconieri, San Giovanni dei Fiorentini – 1664–1667